# Lalka (serial telewizyjny)
Lalka (Lalka: powieść przez Bolesława Prusa) – polski serial telewizyjny z 1977 w reżyserii Ryszarda Bera, wyprodukowany przez Zespół Filmowy „Pryzmat” na zlecenie Telewizji Polskiej. Scenariusz na podstawie powieści Lalka (1890) Bolesława Prusa napisali Aleksander Ścibor-Rylski i Jadwiga Wojtyłło.
Tematem Lalki jest panorama społeczeństwa polskiego pod zaborem rosyjskim. Serial koncentruje się na losach kupca Stanisława Wokulskiego (Jerzy Kamas) i jego nieodwzajemnionej miłości do arystokratki Izabeli Łęckiej (Małgorzata Braunek), a także na postaci subiekta Ignacego Rzeckiego (Bronisław Pawlik), dzielącego się swymi spostrzeżeniami na temat świata za pośrednictwem swego pamiętnika. W Lalce pojawiają się bezpośrednie odniesienia do powstania węgierskiego i styczniowego, niewyrażone wprost w powieści; serial porusza też problemy nędzy niższych warstw ludności, bierności polskiej arystokracji i konieczności wiary w idee pobudzające społeczeństwo.
Serial jest drugą filmową adaptacją powieści. Powstał dziesięć lat po kinowej adaptacji Lalki (1968) w reżyserii Wojciecha Jerzego Hasa. Po premierze Lalka zdobyła przychylność widzów, była też porównywana na korzyść z filmem Hasa pod względem wierności pierwowzorowi literackiemu, na niekorzyść – pod względem wizji plastycznej. Lalka zapewniła Berowi i Pawlikowi nagrodę Złoty Ekran (przyznawaną przez pismo „Ekran”).

## Obsada

### Role główne
- Jerzy Kamas (Stanisław Wokulski)
- Andrzej Precigs (Stanisław Wokulski w młodości), dubbing – Jerzy Kamas
- Małgorzata Braunek (Izabela Łęcka)
- Bronisław Pawlik (Ignacy Rzecki)

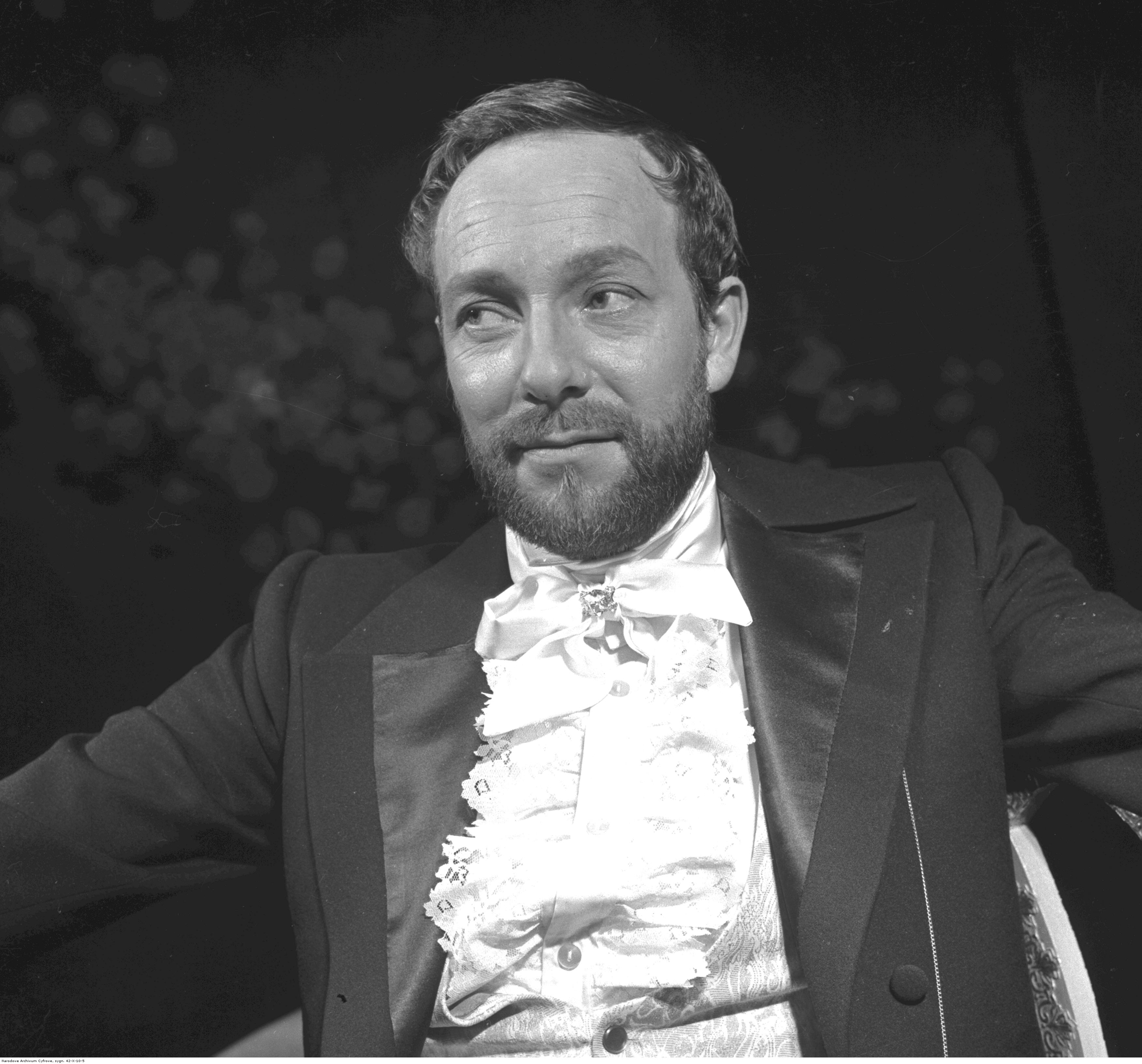
Jerzy Kamas (1973)
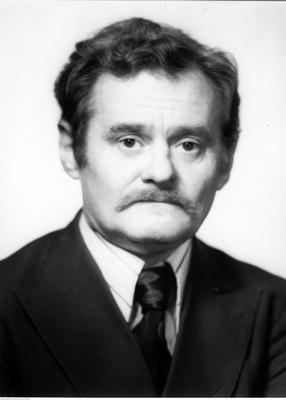
Bronisław Pawlik
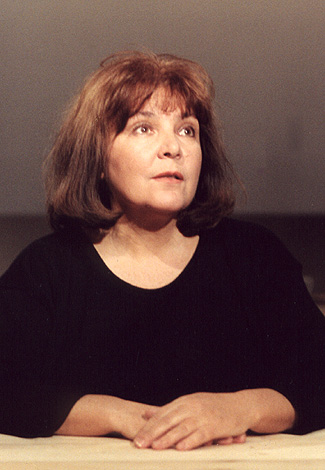
Marta Lipińska

### Role drugoplanowe
- Emil Karewicz (hrabia Tomasz Łęcki, ojciec Izabeli)
- Anna Milewska (Florentyna, kuzynka Łęckiej)
- Jan Englert (Mraczewski, subiekt w sklepie Wokulskiego)
- Stefan Friedmann (Klein, subiekt w sklepie Wokulskiego)
- Wojciech Pokora (Lisiecki, subiekt w sklepie Wokulskiego)
- Czesław Wołłejko (baron Krzeszowski)
- Alina Janowska (baronowa Krzeszowska)
- Józef Duriasz (August Katz, subiekt w sklepie Minclów[1])
- Włodzimierz Boruński (dr Michał Szuman, przyjaciel Wokulskiego)
- Andrzej Zaorski (Julian Ochocki)
- Zofia Jaroszewska (prezesowa Zasławska)
- Barbara Wrzesińska (pani Kazimiera Wąsowska)
- Włodzimierz Kwaskowski (stary Szlangbaum, ojciec Henryka)
- Piotr Fronczewski (Henryk Szlangbaum)
- Roman Wilhelmi (Kazimierz Starski, kuzyn panny Łęckiej)
- Marta Lipińska (Helena Stawska)
- Edyta Harmoza (Helusia Stawska)
- Danuta Szaflarska (pani Misiewiczowa, matka Heleny Stawskiej)

### Postacie epizodyczne
- Zdzisław Wardejn (Maruszewicz)
- Zofia Mrozowska (hrabina Joanna Karolowa, siostra Łęckiego)
- Bogdan Baer (ajent Szprot)
- Mieczysław Czechowicz (radca Węgrowicz)
- Józef Nalberczak (Deklewski)
- Olgierd Łukaszewicz (Leon, przywódca sprzysiężenia studentów)
- Joanna Poraska (babcia Mincel, matka Jana Mincla)
- Andrzej Szalawski (Jan Mincel – senior)
- Stanisław Bareja (Jaś Mincel – syn Jana Mincla)
- Zofia Czerwińska (Małgorzata Minclowa, żona Jana, później żona Wokulskiego)
- Gustaw Lutkiewicz (Raczek, przyjaciel ojca Rzeckiego)
- Mieczysław Kalenik (Domański, przyjaciel ojca Rzeckiego)
- Zygmunt Maciejewski (ojciec Rzeckiego)
- Wiesława Mazurkiewicz (Zuzanna, ciotka Rzeckiego)
- St. Michalski (kiper Jan Machalski, przyjaciel Rzeckiego pracujący w winiarni Hopfera)
- Michał Pluciński (ojciec Wokulskiego)
- Teodor Gendera (Hopfer, właściciel winiarni)
- Danuta Kowalska (Kasia Hopferówna, córka właściciela winiarni)
- Joanna Żółkowska (Marianna, prostytutka, później szwaczka i żona Węgiełka)
- Maria Kaniewska (pani A. Meliton)
- Krzysztof Litwin (Zięba, subiekt w sklepie Wokulskiego)
- Ryszard Barycz (arystokrata)
- Seweryn Butrym (adwokat księcia)
- Zdzisław Maklakiewicz (Konstanty, kamerdyner barona Krzeszowskiego)
- Andrzej Jurczak (służący Wokulskiego)
- Andrzej Krasicki (hrabia, sekundant barona Krzeszowskiego)
- Krzysztof Chamiec (hrabia Anglik, sekundant barona Krzeszowskiego)
- Edward Lach (hrabia)
- Wiktor Nanowski (bankier na zebraniu u księcia)
- Barbara Dziekan (księżna)
- Stanisław Jaśkiewicz (lekarz na pojedynku Krzeszowskiego z Wokulskim)
- Jerzy Karaszkiewicz (złodziej w Łazienkach)
- Juliusz Lubicz-Lisowski (lokaj hrabiny Karolowej)
- Jerzy Łapiński (Izydor Gutmorgen)
- Mieczysław Mełnicki (dżokej Yung)
- Kazimierz Meres (Miller)
- Andrzej Szajewski (Wrzesiński, nabywca klaczy)
- Tadeusz Teodorczyk (Mikołaj, służący Łęckich)
- Jacek Nieżychowski (arystokrata)
- Jerzy Rogalski (Patkiewicz, student z kamienicy Łęckiego/Krzeszowskiej)
- Piotr Skarga (Maleski, student z kamienicy Łęckiego/Krzeszowskiej)
- Jerzy Bończak (Brodacz, student w kamienicy Łęckiego/Krzeszowskiej)
- Leon Niemczyk (adwokat Łęckiego)
- Stanisław Gawlik (licytant Szlangbauma)
- Krzysztof Różycki (fryzjer Wokulskiego)
- Włodzimierz Skoczylas (Dawid Szpigelman, wierzyciel Łęckiego)
- Zygmunt Zintel (adwokat Krzeszowskiej)
- Józef Łodyński (Paweł, służący w sklepie Wokulskiego)
- Aleksandr Kalagin (rosyjski kupiec Suzin)
- Zbigniew Zapasiewicz (aktor Rossi)
- Ewa Ziętek (Marysia, służąca w domu baronowej Krzeszowskiej)
- Krystyna Kołodziejczyk (Franusia, gosposia Stawskiej)
- Jan Ciecierski (baron Dalski)
- Małgorzata Niemen (panna Ewelina Janocka, narzeczona, później żona Dalskiego)
- Lucyna Brusikiewicz (Felicja Janocka, siostra Eweliny)
- Igor Śmiałowski (książę)
- Aleksander Fogiel (sędzia pokoju w procesach: Krzeszowska v. studenci, v. Stawska)
- Andrzej Bogucki (marszałek, epuzer Izabeli)
- Jerzy Turek (furman Wysocki z Powiśla)
- Wirgiliusz Gryń (kolejarz Kacper Wysocki spod Skierniewic, brat furmana)
- Janusz Kłosiński (Wirski, rządca w kamienicy Łęckiego)
- Edward Wichura (Niemiec w winiarni)
- Ewa Wiśniewska (baronowa Saint-Germain)
- Mieczysław Voit (profesor Bernard Geist)
- Piotr Wysocki (Gimard, sekretarz Wokulskiego w Paryżu)
- Marian Łącz (żołnierz na Węgrzech)
- Michał Szwejlich (Żyd wiozący Rzeckiego z Węgier)
- Eugeniusz Wałaszek (petent u Wokulskiego w Paryżu)
- Wiktor Zborowski (żołnierz na Węgrzech)
- Andrzej Żarnecki (petent u Wokulskiego w Paryżu)
- Marian Łaszewski (Węgiełek),
- Wiktor Grotowicz (konduktor w pociągu)
- Jadwiga Janczewska (matka Węgiełka)
- Jerzy Tyczyński (lokaj prezesowej Zasławskiej)
- Zbigniew Niewczas (adwokat Wokulskiego)
- Marek Barbasiewicz (skrzypek Molinari)
- Andrzej Herder (Pieczarkowski)
- Józef Kalita (lokaj Wąsowskiej)
- Eugeniusz Korczarowski (Rydzewski)
- Czesław Lasota (rezydent u prezesowej)
- Jacek Nieżychowski (arystokrata)
- Grażyna Szapołowska (kobieta na koncercie Molinariego)
- Bolesław Bolkowski (rejent)
- Wojciech Machnicki (kelner Józio)
- Stanisław Jaroszyński (klient w sklepie Wokulskiego kupujący kalosze)
- Jan Greber
- Henryk Dudziński
- Zofia Perczyńska
- Jack Recknitz
- Zygmunt Wiaderny[2][3]

## Lista odcinków
| 1 | Powrót                                  |  | 78 min |
| Serial rozpoczyna się w Warszawie w marcu 1878 roku; na Podwalu znajduje się sklep galanteryjny będący spadkiem po rodzinie Minclów, odziedziczonym po zmarłej żonie przez Stanisława Wokulskiego. Ignacy Rzecki, przyjaciel Wokulskiego, prowadzi sklep pod jego nieobecność. Majętny Wokulski, dorobiwszy się na dostawach wojskowych, wraca do Warszawy i wita się z Rzeckim. Próbuje wejść w kręgi arystokratów, kierując się miłością do Izabeli Łęckiej, gardzącej nim córki bliskiego bankructwa arystokraty. |                                         |  |        |
| 2 | Pamiętnik starego subiekta              |  | 73 min |
| Rzecki prowadzi swój pamiętnik, wspominając dawne czasy dzieciństwa, udział w Wiośnie Ludów 1848 na Węgrzech, znajomość z Wokulskim, jego zesłanie do Irkucka na Syberii po powstaniu styczniowym oraz nieszczęśliwe małżeństwo tegoż z wdową po Janie Minclu, po której odziedziczył interes. |                                         |  |        |
| 3 | Wielkopańskie zabawy                    |  | 78 min |
| Wejście Wokulskiego do kręgów arystokratycznych przyjmowane jest z wielką rezerwą. Jednak otwarcie nowego sklepu oraz utworzenie spółki do handlu ze Wschodem pozwala Wokulskiemu zbliżyć się do arystokratów, zachęconych lukratywnymi udziałami. Wokulski zostaje przedstawiony prezesowej Zasławskiej, która wspomina swoją miłość z jego stryjem. Izabela nadal traktuje Wokulskiego jako kupca, toteż ten próbuje zdobyć jej przychylność za wszelką cenę. Odkupuje od barona Krzeszowskiego klacz, która wygrywa wyścigi. Gdy Krzeszowski obraża Izabelę, zostaje wyzwany przez Wokulskiego na pojedynek i postrzelony przeprasza ją listownie.                                           |                                         |  |        |
| 4 | Pierwsze ostrzeżenie                    |  | 78 min |
| Ponadto Wokulski odkupuje kamienicę Łęckich i ratuje ich przed bankructwem. Gdy do Warszawy przybywa kuzyn Izabeli, Kazimierz Starski, którego Łęcka traktuje jako kandydata na męża, oboje przy Wokulskim rozmawiają po angielsku. Jednakże Wokulski, rozumiejąc rozmowę, szorstko się żegna z nimi i zamiast jechać z Łęckimi, wyrusza do Paryża. |                                         |  |        |
| 5 | Widziadło                               |  | 79 min |
| Rzecki w imieniu Wokulskiego odwiedza kamienicę Łęckich. Zaprzyjaźnia się z panią Heleną Stawską, jej matką i córeczką Helunią, doprowadzając nawet do obniżenia ich czynszu. Zapoznaje się też z baronową Krzeszowską oraz niepłacącymi czynszu studentami. Tymczasem Wokulski, przebywając z kupcem Suzinem w Paryżu, przyjmuje u siebie baronową Saint-Germain, którą prosi o pomoc w odszukaniu zaginionego męża pani Stawskiej, oraz profesora Geista, który demonstruje mu metal lżejszy od powietrza i prosi o wsparcie przedsięwzięcia. Jednakże po otrzymaniu listu od prezesowej Zasławskiej natychmiaat wraca do Polski.                                                             |                                         |  |        |
| 6 | Wiejskie rozrywki                       |  | 78 min |
| Będąc na dworze w Zasławiu, Wokulski zastaje między innymi Izabelę Łęcką, która wolno przekonuje się do niego i jest doń coraz bardziej pozytywnie nastawiona. |                                         |  |        |
| 7 | Ciąg dalszy pamiętnika starego subiekta |  | 78 min |
| Wokulski postanawia sprzedać sklep. Tymczasem Rzecki pisze w swym pamiętniku o wydarzeniach związanych ze sprzedażą kamienicy Łęckich baronowej Krzeszowskiej. Krzeszowska wykorzystała przejęcie kamienicy do wytoczenia procesów studentom oraz pani Stawskiej, którą oskarżyła o kradzież lalki, lecz podczas rozprawy sądowej została ośmieszona. |                                         |  |        |
| 8 | Damy i kobiety                          |  | 78 min |
| Podczas koncertu skrzypcowego Izabela jest zauroczona skrzypkiem Molinarim, przez co Wokulski obraża się na nią. Gdy pani Wąsowska sugeruje mu, że zachowanie Izabeli jest odwetem za jego wizyty u Stawskiej, Wokulski przeprasza pannę Łęcką i zostaje jej narzeczonym, a pani Stawska wyjeżdża z Warszawy. Baron Krzeszowski wraca do żony i wynajmuje ponownie mieszkanie tym samym studentom, co wcześniej. Gdy po śmierci prezesowej Starski otrzymuje posag po niej, przybywa do pociągu do Paryża, którym podróżuje Wokulski z Izabelą, jej ojcem i panną Florentyną. Obserwując zaloty Starskiego wobec Łęckiej, Wokulski wysiada na najbliższej stacji i próbuje odebrać sobie życie. |                                         |  |        |
| 9 | Dusza w letargu                         |  | 78 min |
| Choć Wokulski zostaje uratowany przed próbą samobójczą, z powodu niespełnionej miłości niebawem znika. Po śmierci swego męża Stawska przyjmuje oświadczyny Mraczewskiego. Z Zasławia do Warszawy dociera wiadomość, że Wokulski być może wysadził się w ruinach zamku. Interes przejmuje Żyd Szlangbaum, a niebawem umiera subiekt Rzecki. |                                         |  |        |

### Różnice między powieścią a serialem
Jak pisał Marcin Maron, Lalka w reżyserii Ryszarda Bera, pomimo uwzględnienia wszystkich ważniejszych wątków powieści, w pewnych aspektach odbiega formalnie i tematycznie od treści pierwowzoru literackiego. Narracja w Lalce Bera łączy elementy obiektywnej obserwacji świata przedstawionego z zabiegami filmowymi, które urozmaicają treść serialu. U Bera monologi Wokulskiego (stosunkowo ograniczone w porównaniu z pierwowzorem) przeplatają się z głosem Rzeckiego z pamiętnika starego subiekta. Reżyser wprowadził też retrospekcje w innych miejscach niż w powieści; młodość Wokulskiego opisana w pamiętniku Rzeckiego została przeniesiona z odległego rozdziału XX do drugiego odcinka serialu. W ostatnim odcinku przedstawiono potyczkę Polaków z oddziałami rosyjskimi podczas powstania styczniowego, przywrócono też scenę z kupcem Suzinem, która została niegdyś wycięta z pierwowzoru przez carską cenzurę.
Ber położył większy niż w powieści Prusa nacisk na krytykę ulegania narodowym namiętnościom w postaci powstań narodowych. Rzecki, sam będąc uczestnikiem powstania węgierskiego, po latach sceptycznie podchodzi do bohaterskiego męczeństwa; Wokulski, zesłany na Syberię, po powrocie twierdzi wprost: „Oszukano mnie”. Słowa Wokulskiego: „Czy naprawdę jesteśmy narodem marzycieli?” w dziewiątym odcinku wybrzmiały w zupełnie innej formie: „Czy każdy nasz zryw musi się utopić we krwi?” Niejednoznaczne zakończenie powieści Prusa, gdzie nie wiadomo, co się stało z Wokulskim, zostało również zmienione na bardziej pozytywne; wysłanie przez Wokulskiego telegramu do Geista sugeruje możliwość pozytywnej kontynuacji losów bohatera. Serial Bera kładzie też nacisk nie tyle na realizację programu pozytywistycznego obecnego u Prusa, ile na konieczność „wiary w idee, które mogłyby tchnąć siłę w schorzałe i zdławione społeczeństwo”.

## Produkcja

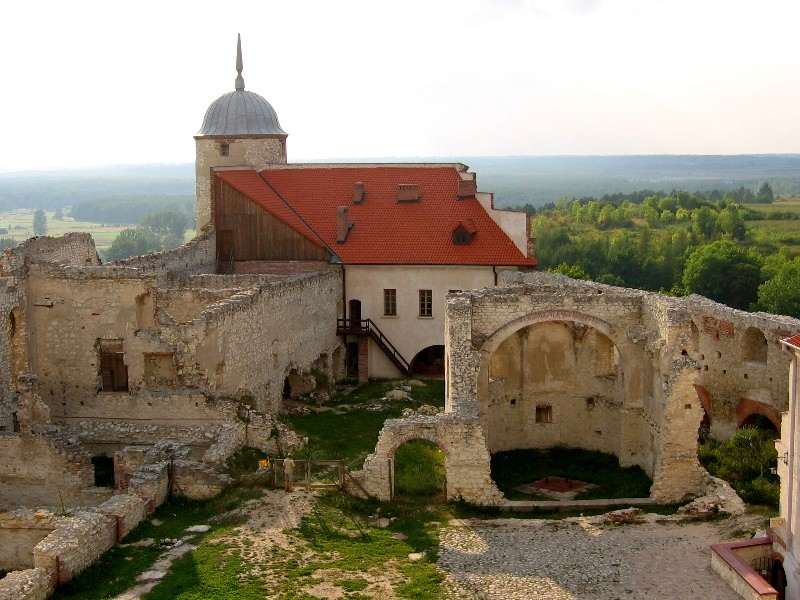
Ruiny zamku w Janowcu, jeden z plenerów serialu udający zamek w Zasławiu

Lalka powstała w Zespole Filmowym „Pryzmat”. Powieść Prusa została zaadaptowana na scenariusz przez Aleksandra Ścibora-Rylskiego oraz Jadwigę Wojtyłłę, a jej wyreżyserowania podjął się Ryszard Ber. Zdjęcia do serialu nakręcił Jacek Korcelli, scenografię wykonali Andrzej Płocki i Andrzej Haliński, kostiumy – Irena Biegańska, a muzykę skomponował Andrzej Kurylewicz. Montażem zajęła się Alina Faflik.
Serial był kręcony w Warszawie (w tym w Bazylice Świętego Krzyża – sceny w czasie Wielkiego Postu), we Wrocławiu, Janowcu (filmowe ruiny zamku w Zasławiu), Nieborowie, Zaborowie (pałacyk prezesowej Zasławskiej), Czerwińsku nad Wisłą oraz Piotrkowie Trybunalskim (stacja kolejowa). Premiera telewizyjna Lalki odbyła się 17 września 1978 roku.

## Odbiór

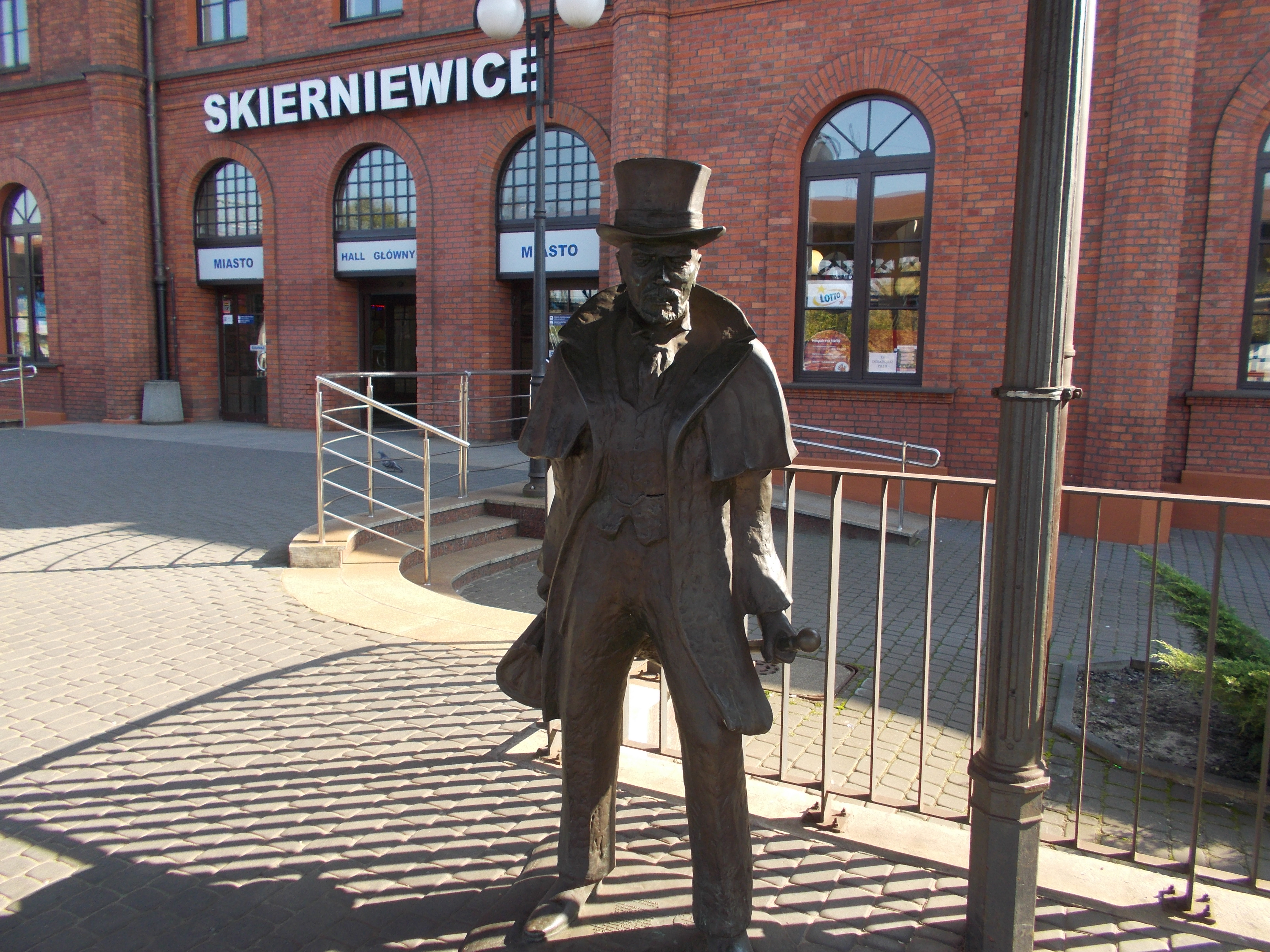
Pomnik Stanisława Wokulskiego, znajdujący się na terenie skierniewickiej stacji kolejowej

Choć odbiór Lalki w momencie premiery był spolaryzowany wśród krytyków, serial cieszył się większą popularnością wśród widzów niż filmowa wersja Hasa. Doceniano serial Bera jako wierniejszy pierwowzorowi literackiemu niż filmowa adaptacja, w której pominięto pamiętnik starego subiekta. Uznawano jednak, że strona plastyczna dzieła Hasa jest bardziej wyrafinowana niż u Bera. Krytykowano też dobór części obsady, jako jedyną wyjątkowo trafną kreację wskazując Bronisława Pawlika w roli Rzeckiego. Czesław Dondziłło rolę Pawlika uznał za „genialną”, twierdząc, że humor i melancholia jego postaci „udatnie rozdzielają sceny gorzkich medytacji Wokulskiego […], przynoszą widzowi swoiste odprężenie”. 
Zdarzały się jednak głosy uznania dla niektórych innych odtwórców ról serialowych. Teresa Krzemień w artykule dla „Filmu” chwaliła grę aktorską Jerzego Kamasa: „chłodna twarz aktora, prawie nieruchoma, skąpo odmierzane uśmiechy i spojrzenia i nagle […] ogień w oczach, pożar dookoła”. Kamas w opinii Krzemień zagrał „rolę życiową”. W retrospektywnym eseju z 2014 roku Marcin Maron również cenił sobie „mistrzowsko wygrany” psychologiczny kontekst miłości Wokulskiego w wykonaniu Kamasa.
Z kolei Małgorzata Braunek po występie w Lalce była na stałe utożsamiana właśnie z Łęcką, choć Radosław Dąbrowski z portalu Film.org.pl przekonywał, że filmowa rola Beaty Tyszkiewicz była bardziej wiarygodna. Mimo pewnych uwag Dąbrowski uznał Lalkę Bera za „bezsprzecznie bardziej udaną od swojego poprzednika”. Maron pisał, że „za sprawą brawurowego niekiedy rozegrania powieściowych epizodów […] oraz właśnie dzięki znakomitym interpretacjom aktorskim, film zachował liryzm, humor i – mimo upływu lat – autentyzm Lalki Prusa”. Jacek Fuksiewicz wskazał Lalkę jako jeden z najwybitniejszych polskich seriali telewizyjnych XX wieku.

## Nagrody
| Rok  | Instytucja                                            | Nagroda | Odbiorca                                                                |
| ---- | ----------------------------------------------------- | --- | ----------------------------------------------------------------------- |
| 1978 | Festiwal Polskiej Twórczości Telewizyjnej w Olsztynie | Nagroda za kreacje aktorskie | Bronisław Pawlik Włodzimierz Boruński                                   |
| 1979 | Czasopismo „Ekran”                                    | Złoty Ekran | Ryszard Ber Bronisław Pawlik                                            |
| 1979 | Komitet ds. Radia i Telewizji                         | Nagroda Przewodniczącego Komitetu ds. Radia i Telewizji za całokształt współpracy artystycznej z TVP, ze szczególnym uwzględnieniem filmu Lalka | Bronisław Pawlik Jerzy Kamas Ryszard Ber                                |
| 1979 | Komitet ds. Radia i Telewizji                         | Nagroda Przewodniczącego Komitetu ds. Radia i Telewizji zespołowo                                                                               | Aleksander Ścibor-Rylski Jadwiga Wojtyłło Jacek Korcelli Andrzej Płocki |
| 1979 | Komitet ds. Radia i Telewizji                         | Nagroda Przewodniczącego Komitetu ds. Radia i Telewizji zespołowo za kierownictwo produkcji filmów Lalka i Rodzina Połanieckich                 | Jan Szymański Ryszard Barski                                            |